# Céline Asselot
Céline Asselot est une journaliste et productrice française de radio.

## Biographie
Céline Asselot passe sa jeunesse en Normandie, puis effectue des études de journalisme.

### Radio
Céline Asselot commence sa carrière sur France Inter durant l'été 2006 au service reportage puis en animant différents journaux de la station. Elle rejoint France Info en 2007 où elle assure la présentation de journaux, puis assure des tranches complétes.
De 2011 à 2017, elle devient la spécialiste des médias de France Info et anime Info médias,.
Durant les saisons 2017 à 2020, elle assure la tranche quotidienne de 14h-17h, et produit avec Estelle Faure (d) l'émission Franceinfo junior à destination du jeune public.
De septembre 2020 à juillet 2022, la journaliste produit et anime le podcast quotidien d'information de Radio France Le Quart d'Heure.
Durant la saison 2022-2023, elle reprend l'émission Franceinfo junior qu'elle co-produit avec Estelle Faure (d).
Depuis septembre 2023, elle est joker des journaux de 8h et du 13-14 sur France Inter.